# Cosmosoma sectinota
Cosmosoma sectinota là một loài bướm đêm thuộc phân họ Arctiinae, họ Erebidae.